# Ялобуша (округ)
Округ Ялобуша (англ. Yalobusha County) — округ штата Миссисипи, США. Население округа на 2000 год составляло 13 051 человек. В округе два административных центра — города Уотер-Валли и Коффивилл.

## История
Округ Ялобуша основан в 1833 году.

## География
Округ занимает площадь 1209.5 км2.

## Демография
Согласно переписи населения 2000 года, в округе Ялобуша проживало 13051 человек (данные Бюро переписи населения США). Плотность населения составляла 10.8 человек на квадратный километр.